# Karel Čapek
Karel Čapek (fil), född 9 januari 1890 i Malé Svatoňovice i Österrike-Ungern, död 25 december 1938 i Prag i Tjeckoslovakien, var en tjeckisk författare, som bland annat skrev science fiction. 
Čapek föddes i Riesengebirges industridistrikt och kom tillsammans med brodern Josef Čapek som student till Prag. Bröderna skrev tillsammans sina första litterära verk. Karel blev snart berömd som dramatiker med sina egensinniga moderna samhällssatirer. Hans stora genombrott kom dock senare som romanförfattare med romanen Krakatit (1924).
I pjäsen R.U.R. beskriver han hur människolika maskiner börjar användas till tungt arbete och till slut gör uppror mot människorna. Han var först med att använda ordet robot om sådana maskiner: "robota" betyder "trälarbete" eller "hårt slit" på tjeckiska.
Hans sista och mest kända verk är Salamanderkriget. I den upptäcker människan en art av intelligenta salamandrar i Indonesien, som man fångar in, lär tala och att utföra olika slags arbete under vatten runt om i världen. Salamandrarna blir allt fler och börjar till slut spränga landbacken för att få mera plats. När boken slutar, går havet fram till staden Dresden, som är tysk och ligger nära Tjeckien. Čapek dog ett par år efter att han skrivit klart denna bok och några månader senare invaderade tyskarna Tjeckoslovakien.

## Utmärkelser
Asteroiden 1931 Čapek är uppkallad efter honom.